# Гломозда, Михаил Федотович
Михаил Федотович Гломозда (1921—1944) — советский военнослужащий, участник Великой Отечественной войны, полный кавалер ордена Славы, разведчик 106-й отдельной разведывательной роты 110-я гвардейской стрелковой дивизии, старший сержант.

## Биография
Родился в крестьянской семье, русский. Призван в РККА в 1940 году, на фронтах Великой Отечественной войны с сентября 1942 года.
В период с 16 ноября по 14 декабря 1943 года, выполняя боевую задачу по разведке, в районе населенных пунктов Зыбкое, Знаменка (Кировоградская область, Украина) уничтожил до 10 солдат противника и захватил «языка». 27 декабря 1943 года был награжден орденом Славы 3 степени. 
29 февраля 1944 года в районе населенного пункта Ольховец (Звенигородский район, Украина) в составе группы разведчиков захватил «языка» и уничтожил 5 солдат противника. 5 апреля 1944 года при форсировании реки Днестр (Винницкая область, Украина) первым достиг берега, подавил огонь пулеметной точки, уничтожил 6 солдат противника. 31 мая 1944 года был награжден орденом Славы 2 степени.
4 августа 1944 года в районе г. Яссы (Румыния) во главе группы разведчиков решительно действовал при захвате «языка», уничтожил при отходе трех солдат противника. 
За время пребывания на фронте на личном счету разведчика 15 «языков». 
Погиб 25 января 1945 года в районе населенного пункта Эгербакта (ныне медье Хевеш, Венгрия). Похоронен в Эгербакта в братской могиле.
24 марта 1945 года был награжден орденом Славы 1 степени.